# Roper v. Simmons
Roper v. Simmons ist ein Fall, der im Jahr 2005 vom Obersten Gerichtshof der Vereinigten Staaten entschieden wurde. Das Gericht untersagte die Verhängung der Todesstrafe für Straftäter die jünger als 18 Jahre waren als sie das Verbrechen begangen und berief sich dabei auf den 8. Zusatzartikel der amerikanischen Verfassung, der „grausame und ungewöhnliche Strafen“ verbietet.

## Hintergrund
Das Gericht hatte sich in der jüngsten Geschichte schon zweimal mit diesem Thema beschäftigt.  1988 ging es in Thompson v. Oklahoma um die Todesstrafe eines Wiederholungstäters, der als 15-Jähriger aktiv an einem brutalen Mord beteiligt war. Das Gericht hob das Urteil auf und merkte an, dass zahlreiche US-amerikanische Gerichtsbarkeiten und alle westlichen Industrienationen die Hinrichtung von Minderjährigen unter 16 Jahren verboten hatten. William Wayne Thompson wurde daraufhin in Oklahoma zu lebenslanger Freiheitsstrafe mit der Möglichkeit von Bewährung verurteilt.
Jedoch hatte das Gericht in Thompson keine Grundsatzentscheidung getroffen. Ein Jahr später, in Stanford v. Kentucky, genehmigte es dann die Verhängung der Todesstrafe für Straftäter, die zum Zeitpunkt des Verbrechens mindestens 16 Jahre alt waren.

## Fall
Im Jahr 1993 befand eine Jury im US-Bundesstaat Missouri den 17-jährigen Christopher Simmons des Mordes an Shirley Crook für schuldig. Simmons war mit einem Komplizen in Crooks Haus eingebrochen, hat sein Opfer gefesselt und geknebelt und in wehrlosem Zustand von einer Brücke geworfen. Trotz des Vorliegens strafmildernder Umstände – Simmons war nicht vorbestraft und geständig – verhängte das Gericht in Anbetracht der Umstände der Tat die Todesstrafe. Nach mehreren zuvor gescheiterten Berufungsverfahren urteilte der Oberste Gerichtshof des Bundesstaates Missouri jedoch, dass es mittlerweile einen landesweiten Konsens darüber gäbe, für minderjährige Straftäter nicht die Todesstrafe zu verhängen. Hieraus folge Verfassungswidrigkeit gemäß dem 8. Zusatzartikel zur Verfassung der Vereinigten Staaten. Die Staatsanwaltschaft legte gegen diese Entscheidung beim Obersten Gerichtshof der Vereinigten Staaten Widerspruch ein, der den Fall zur letztinstanzlichen Entscheidung annahm.

## Urteil
Mit einer Mehrheit von fünf der neun Richterstimmen erklärte der Oberste Gerichtshof die Todesstrafe für minderjährige Straftäter für verfassungswidrig. Bei der Beurteilung der Verfassungsmäßigkeit einer Strafe seien Veränderungen in der gesellschaftlichen Haltung zu deren Angemessenheit (evolving standards of decency) in Betracht zu ziehen. Eine große Mehrheit der Landesparlamente lehne die Todesstrafe für minderjährige Straftäter ab. Auch in fast allen anderen Ländern der Welt würden keine Todesurteile gegen Minderjährige vollstreckt. Außer den Vereinigten Staaten hätten seit dem Jahr 1990 nur die Islamische Republik Iran, Pakistan, Saudi-Arabien, der Jemen, Nigeria, die Demokratische Republik Kongo und die Volksrepublik China minderjährige Straftäter hingerichtet. In Anbetracht dieser Entwicklungen sei die Todesstrafe für Minderjährige so unangemessen, dass sie als grausame und ungewöhnliche Bestrafung angesehen werden müsse.